# Simplista
Un simplista és una persona que no sap, no vol veure o tenir en compte la complexitat d'un afer, d'una situació, d'una qüestió, etc., jutjant-los més simples que no són. Un simplisme al discurs és una explicació sobresimplificada d'un problema complex. El simplisme sol ser emocional i immediat, contràriament al racionalisme i la ponderació prudent. Té la seva popularitat entre d'altres pel mal costum de certs polítics i pèrits de no donar explicacions clares o de només en donar de complicades i difícils per comprendre en una novaparla hermètica. S'ha de distingir l'explicació simplista de mitges veritats, de la vulgarització científica, la «noble labor» d'explicar la ciència d'una manera entenedora per al comú de la gent.